# مونرو هندرسون
مونرو هندرسون (بالإنجليزية: Monroe Henderson)‏ هو سياسي أمريكي، ولد في 1818، وتوفي في 5 ديسمبر 1899. حزبياً، نشط في الحزب الجمهوري. وقد انتخب عضو مجلس ولاية نيويورك.